# تي آر تي العالمية
تي آر تي العالمية تي آرتي وورلد TRT World هي قناة إخبارية تركية عامة تبث باللغة الإنجليزية على مدار 24 ساعة في اليوم. يتم تشغيل القناة من قبل هيئة الإذاعة والتلفزيون التركية (TRT) ومقرها في اسطنبول.
تقوم ببث الأخبار العالمية والشؤون الجارية مع التركيز على تركيا وأوروبا وغرب وجنوب آسيا. بالإضافة إلى مقرها الرئيسي في إسطنبول، تمتلك TRT World مراكز واستوديوهات بث في واشنطن العاصمة ولندن وسنغافورة. وهي عضو في رابطة البث الدولي.

## فريق عمل مميز
- غيدا فخري
- علي اصلان
- شيولي غوش
- عدنان نواز

## البرامج
بالإضافة إلى تلك المدرجة أدناه، تقدم TRT World العديد من الأفلام الوثائقية لمرة واحدة. البرامج الحالية على القناة هي:
- خارج اللعبة

عرض رياضي يومي
- محادثات المال

برنامج مالي يومي يستضيفه أزهر سكري، يعرض محرر TRT World بشكل عام، كريج كوبتاس مع تقارير وتحليلات متعمقة،
- طاوله دائريه الشكل

باستضافة ديفيد فوستر. المائدة المستديرة عبارة عن برنامج مناقشة حيث يناقش الضيوف الأخبار.
- عرض

عرض فني وثقافي يومي.
- صانعو الأخبار

برنامج The Newsmakers ، الذي يستضيفه علي أصلان  هو برنامج الشؤون الجارية الرائد في TRT World ، ويضم تقارير ومقابلات.
- بوصلة

مسلسل وثائقي شهري تم تصويره عالمياً. البوصلة هي استكشاف للقضايا من خلال الفن والثقافة والإبداع.
- التأكد مرتين

برنامج أسبوعي يتحقق مرتين من مختلف القصص الإخبارية من الأسبوع. الصحفي التركي الأسترالي عمر قبلان  هو المقدم والكاتب في البرنامج.
- داخل أمريكا مع غيدا فخري [5]

مقابلات أسبوعية متعمقة مع الرأي العام وصناع القرار الأمريكيين لاستكشاف القضايا التي تشكل السياسة الأمريكية، مع غيدا فخري.
- أكبر من خمسة [6]

برنامج الشؤون الجارية حول القضايا العالمية وسياسات القوة الدولية تستضيفه غيداء فخري.
- فك

- كلام مباشر

الحديث الصريح يجلب للجمهور السياق الذي تمس الحاجة إليه للقصص التي تغير العالم. إنه يتميز بتحليلات متعمقة للأحداث العالمية التي تعيد تعريف عصرنا. تستضيف Ayse Suberker هذا العرض.

## جوائز وترشيحات
في عام 2018، تم ترشيح TRT World في 5 فئات في جوائز Drum Online Media Awards:
- فريق وسائل التواصل الاجتماعي للعام [7]
- زعيم التكنولوجيا للعام [8]
- قصة الأخبار العاجلة لهذا العام [9]
- تطبيق العام [10]
- الابتكار التقني للعام [11]